# Klub Sportowy Górnik Zabrze
O Klub Sportowy Górnik Zabrze, mais conhecido como Górnik Zabrze, é um clube de futebol polonês da cidade de Zabrze fundado em 14 de dezembro de 1948, que disputa a Ekstraklasa, divisão máxima do futebol polonês. Disputa suas partidas no Estádio Ernest Pohl e suas cores são vermelho, azul e branco. O clube viveu seus melhores momentos nos anos 60 e 80, quando a estrela do time era Włodzimierz Lubański.
É um dos clubes mais bem-sucedidos do país, com 14 ligas e 6 copas nacionais. Seu maior sucesso em competições europeias foi o vice-campeonato da Taça dos Clubes Vencedores de Taças de 1969–70, quando foi derrotado na final contra o Manchester City. Seu rival histórico é o Ruch Chorzów, no qual disputa o Wielkie Derby Śląska (Grande Derby da Silésia).

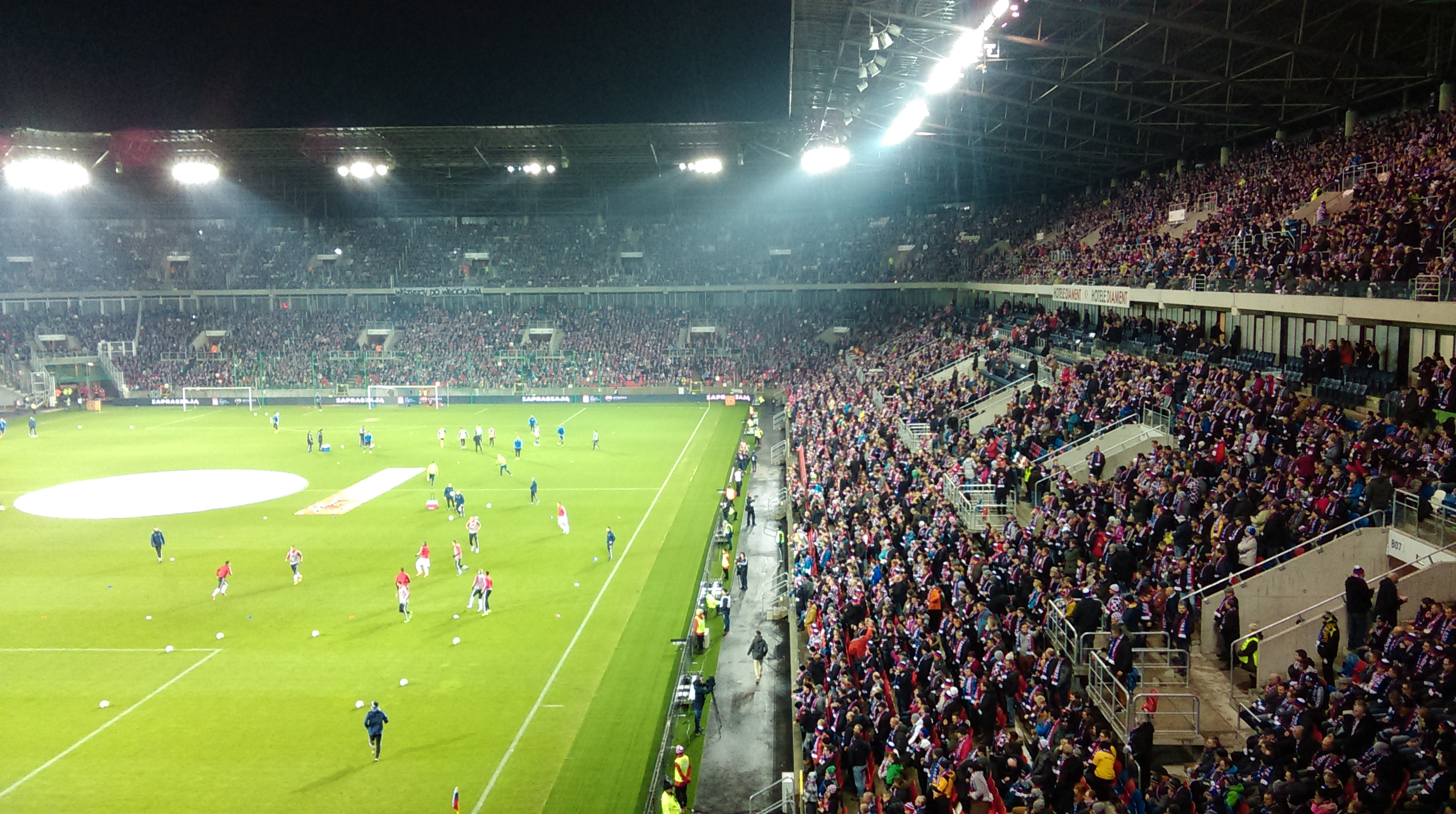
Estádio Ernest Pohl

## Títulos
|  | Competição            | Títulos | Temporadas                                                                         |
|  | Campeonato Polonês    | 14      | 1957, 1959, 1961, 1963, 1964, 1965, 1966, 1967, 1971, 1972, 1985, 1986, 1987, 1988 |
|  | Copa da Polônia       | 6       | 1965, 1968, 1969, 1970, 1971, 1972                                                 |
|  | Copa da Liga Polonesa | 1       | 1978                                                                               |
|  | Supercopa da Polônia  | 1       | 1988                                                                               |